# Нойкіно
Но́йкіно (рос. Нойкино) — село у складі Бугурусланського району Оренбурзької області, Росія.

## Населення
Населення — 450 осіб (2010; 542 у 2002).
Національний склад (станом на 2002 рік):
- мордва — 79 %